# Martin Richter (Verwaltungsjurist)
Amadeus Heinrich Karl Martin Richter (* 30. November 1869 in Glogau, Provinz Schlesien; † 19. März 1930 in Hannover) war ein deutscher Verwaltungsjurist, zuletzt Präsident der Klosterkammer Hannover.

## Leben
Martin Richter war Sohn des evangelischen Divisionspfarrers und späteren Feldpropsten Maximilian Richter. Er besuchte zunächst das Maria-Magdalena-Gymnasium in Breslau, dann nach der Versetzung des Vaters nach Berlin das Sophien-Gymnasium in Berlin bis zum Abitur 1888, und studierte Rechtswissenschaften an den Universitäten Tübingen, Leipzig und Berlin. 1892 wurde er in Leipzig mit einer Dissertation über Die Anzeigepflicht des Versicherten zum Dr. jur. promoviert.
Richter trat in den preußischen Verwaltungsdienst ein und absolviert zunächst sein Referendariat in Merseburg. 1896 wurde er Regierungsassessor. Ab Juni 1897 war er im Preußischen Ministerium der geistlichen, Unterrichts- und Medizinalangelegenheiten tätig. Seine Aufgabe war es, in enger Zusammenarbeit mit seinem Vater eine Denkschrift über die Militärseelsorge in Preußen zu erarbeiten. Sie lag 1898 vor und wurde nur zum amtlichen Gebrauch in 100 Exemplaren gedruckt.
Nach kurzer Tätigkeit im Landratsamt für den Kreis Herzogtum Lauenburg in Ratzeburg kam er 1899 als Hilfsreferent ins Kultusministerium zurück. Hier, wie auch in seiner nächsten Verwendung als Fachreferent im Kriegsministerium arbeitete er eine neue Dienstordnung für das Militärkirchenwesen beider Konfessionen aus: die Evangelische bzw. Katholische Militärkirchliche Dienstordnung vom 17. Oktober 1902 sowie die Evangelische Marinekirchenordnung vom 28. März 1903.
Es folgte ein Wechsel zur Bezirksregierung Breslau mit Verantwortung für die Kirchen- und Schulwesen. 1904 erfolgte seine Beförderung zum Regierungsrat.
1907 verließ er vorübergehend den öffentlichen Dienst, um als Generaldirektor des Fürsten Friedrich zu Solms-Baruth (Politiker, 1853) in Baruth/Mark zu arbeiten.
Zum 1. Januar 1910 kehrte er in das preußische Kultusministerium als Referent der Hochschulabteilung zurück. 1911 wurde er zum Geheimen Regierungsrat und Vortragenden Rat befördert. Er war zuständig für die Universitäten Berlin, Greifswald, Kiel, Königsberg und die Berliner Charité. Im August 1914 wurde er als Hauptmann der Reserve und Batteriechef des 1. Garde-Reserve-Feldartillerie-Regiments eingezogen. Er nahm an mehreren Gefechten teil und wurde bereits im Dezember 1914 verwundet.
Das preußische Kultusministerium erreichte 1915 seine Freistellung vom Kriegsdienst. Im selben Jahr wurde er zum Geheimen Oberregierungsrat befördert. Er blieb auch nach Kriegsende im Ministerium für Wissenschaft, Kunst und Volksbildung tätig. 1921 wurde er zum Präsidenten der Klosterkammer Hannover ernannt.
Er war verheiratet mit der Tochter Walther Brechts Editha und damit Schwager von Arnold Brecht.

## Ehrungen
- Ehrendoktor der medizinischen Fakultät der Universität Greifswald (1922)
- Roter Adlerorden IV. Klasse[3]
- Kronen-Orden III. Klasse
- Eisernes Kreuz II. Klasse (1914)
- Landwehr-Dienstauszeichnung I. Klasse
- Ritter II. Klasse des Ordens Heinrichs des Löwen

## Werke
- Die Anzeigepflicht des Versicherten. Diss. Leipzig 1892
- Die Entwicklung und die gegenwärtige Gestaltung der Militärseelsorge in Preussen. Historisch-kritische Denkschrift. Neudruck der Ausgabe Berlin 1899 mit einer Einführung von Arnold Vogt (= Bibliotheca Rerum Militarium, Quellen und Darstellungen zur Militärwissenschaft und Militärgeschichte: LII) Osnabrück 1991 ISBN 3-7648-1792-5 (Volltext)
- Evangelische militärkirchliche Dienstordnung (EMD). Textausgabe mit den Ausführungbestimmungen des Kriegsministeriums und mit Anmerkungen. Berlin 1903